# Marko Anttila
Marko Anttila (ur. 27 maja 1985 w Lempäälä) – fiński hokeista, reprezentant Finlandii, dwukrotny olimpijczyk.
Jego brat Jukka (ur. 1987) został bramkarzem hokejowym.

## Kariera
- LeKi U18 (2002-2003)
- LeKi U20 (2003)
- LeKi (2003-2004)
- Ilves U20 (2004-2006)
- Ilves (2004-2011)
- TPS (2011-2013)
- Mietałłurg Nowokuźnieck (2013)
- Ariada Wołżsk (2013)
- Örebro (2013-2016)
- Jokerit (2016-2022)
- Ilves (2022)
- Kärpät (2022-)

Wychowanek klubu LeKi. Od kwietnia 2011 zawodnik klubu TPS. W lutym 2012 przedłużył kontrakt. Od czerwca 2013 zawodnik rosyjskiego klubu Mietałłurg Nowokuźnieck. W listopadzie 2013 został usunięty ze składu i wystawiony na listę transferową. W związku z brakiem zainteresowania zatrudnieniem go ze strony innych klubów, po 48 godzinach został przekazany do zespołu farmerskiego, Ariada-Akpars Wołżsk. W drużynie rozegrał dwa mecze, a pod koniec listopada został zwolniony z Mietałłurga. Od grudnia 2013 zawodnik szwedzkiego klubu Örebro HK. W marcu 2014 przedłużył kontrakt o dwa lata. Od kwietnia 2016 zawodnik Jokeritu. W styczniu 2017 przedłużył kontrakt o dwa lata, a w grudniu 2018 o kolejne trzy lata. Po wycofaniu się Jokeritu z KHL w sezonie 2021/2022 pod koniec lutego 2022 został ponownie graczem Ilves. Od czerwca 2022 ponownie zawodnik Oulun Kärpät.
Uczestniczył w turniejach mistrzostw świata edycji 2013, 2018, 2019, 2021, 2022 oraz zimowych igrzysk olimpijskich 2018, 2022. Podczas turnieju MŚ 2019 był kapitanem reprezentacji i zdobył cztery gole – wszystkie w trzech ostatnich meczach fazy pucharowej, a okazały się one decydujące w kolejnych zwycięstwach i finalnie w zdobyciu tytułu mistrzowskiego.

## Sukcesy
Reprezentacyjne
- Złoty medal mistrzostw świata: 2019, 2022
- Srebrny medal mistrzostw świata: 2021
- Złoty medal zimowych igrzysk olimpijskich: 2022

Klubowe
- Złoty medal Jr. A SM-liiga: 2006 z Ilves U20

Indywidualne
- Mistrzostwa Świata w Hokeju na Lodzie 2019/Elita:
  - Wyrównujący gol na 4:4 (czas 58:31) w meczu ćwierćfinałowym przeciw Szwecji, wygranym przez Finlandię w dogrywce 5:4 (23 maja 2019)[15][16]
  - Zwycięski gol w meczu półfinałowym przeciw Rosji (czas 50:18), wygranym przez Finlandię 1:0 (25 maja 2019)[17][18]
  - Dwa gole, w tym zwycięski, w meczu finałowym przeciw Kanadzie (czas 22:35 i 42:35), wygranym przez Finlandię 3:1 (26 maja 2019)[19][20]
- Hokej na lodzie na Zimowych Igrzyskach Olimpijskich 2022 – turniej mężczyzn:
  - Asysta przy zwycięskim golu w meczu finałowym przeciw Rosyjskiemu Komitetowi Olimpijskiemu wygranym przez Finlandię 2:1 - Marko Anttila oddał strzał, a tor lotu krążka zmienił Hannes Björninen, doprowadzając do zdobycia bramki (20 lutego 2022)[21][22]